# Formariz (Vila do Conde)
Formariz é um lugar pertencente à freguesia e concelho de Vila do Conde. 
Foi uma freguesia autónoma, extinta e anexada à paróquia de São João Baptista de Vila do Conde, pelo Decreto de 23 de Maio de 1867.

## Demografia
A antiga freguesia de Formariz, pertencia ao concelho de Barcelos. Entre 1706 e 1868, a freguesia foi perdendo habitantes (de 108 para 68 habitantes).
Actualmente, é uma zona bastante desenvolvida, com grande densidade populacional e com vários estabelecimentos de comércio e serviços.

## Património
- Capela de São Pedro de Formariz

## Festividades
- São Pedro - 29 de Junho
- Nossa Senhora de Fátima - 31 de Maio